# Jubileu Iacobian

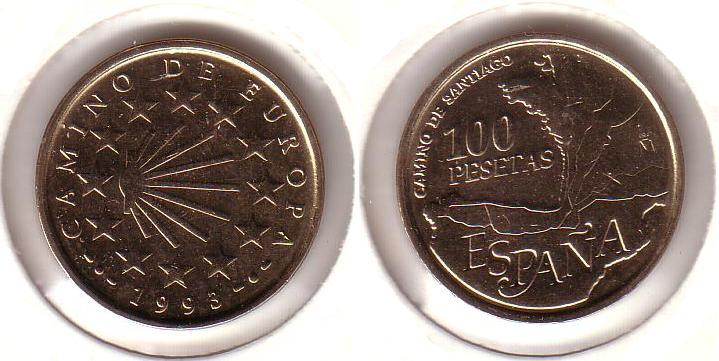
Monedă din Anul Sfânt Iacobian (Año Santo Jacobeo) 1993

Anul Sfânt Iacobean este un an în care Sărbătoarea Sfântului Iacob, care are loc pe 25 iulie, cade într-o duminică. Această recurență apare în mod regulat la 6, 5, 6 și 11 ani. Acest lucru duce la aproximativ 14 ani sfinți în fiecare secol. 

## Tradiţie
Sărbătoarea fiecărui an sfânt acordă îngăduință tuturor celor credincioși care îndeplinesc voluntar condițiile următoare. În anii sfinți, catolicii pot obține taurul jubiliar, numit și jubileul. Pentru a obține jubileul este necesar:
1. să mergeți în pelerinaj la catedrala din Santiago de Compostela, în Galicia, unde conform tradiției se află mormântul Sfântului Iacob;
2. să recitați câteva rugăciuni (cel puțin Crezul, Tatăl nostru și roagă-te pentru intențiile Papei), participând la Liturghie;
3. să primiți sacramentul căinței (chiar cu cincisprezece zile înainte sau după) și comuniunea.

Harul jubileului constă practic în îngăduința plenară cu iertarea păcatelor.
Primul An Jubiliar al Iacobei a fost stabilit de Papa Calixt al II-lea în 1122 pentru 1126. Ultimul an Iacobean a fost 2010, în timp ce următorul va fi 2021 și 2027.